# Ӫ
Ӫ, ӫ — кирилична літера, утворена від Ө.
В евенкійській мові передає звуки /ø/ та /ʏ/, в хантийській — /ɵ/ та /ɞ/.